# Observatorio William Brydone Jack
El Observatorio William Brydone Jack (en inglés: William Brydone Jack Observatory; en francés: Observatoire William-Brydone-Jack) es un pequeño observatorio astronómico en el campus de la Universidad de Nuevo Brunswick en Fredericton, provincia de Nuevo Brunswick al este de Canadá. Construido en 1851, fue el primer observatorio astronómico construido en la Norteamérica británica. El observatorio fue designado un sitio histórico nacional de Canadá en 1954.
Con el apoyo Teniente Gobernador de Nuevo Brunswick Sir Edmund Walker, Brydone Jack convenció al Consejo universitario de otorgar fondos para la compra de un telescopio y otros equipos de astronomía. Un telescopio acromático  de madera con una montura ecuatorial fue construido por el fabricante alemán Merz a un costo de ₤ 504.11s.9d. Fue entregado a Fredericton mayo de 1849 y completado en 1851.